# Juan Pablo II
Juan Pablo II (en latín: Ioannes Paulus PP. II), de nombre secular Karol Józef Wojtyła ([ˈkarɔl ˈjuzɛv‿vɔjˈtɨwa]ⓘ; Wadowice, 18 de mayo de 1920-Ciudad del Vaticano, 2 de abril de 2005), fue el 264.° papa de la Iglesia católica y el sexto soberano de la Ciudad del Vaticano desde el 16 de octubre de 1978 hasta su muerte en 2005. Fue canonizado en 2014, durante el pontificado de Francisco, lo que lo convierte en santo de la Iglesia católica. 
Tras haber sido obispo auxiliar (desde 1958) y arzobispo de Cracovia (desde 1964), se convirtió en el primer papa polaco de la historia, y en el primero no italiano desde 1523. Su pontificado de casi 27 años fue el tercero más largo en la historia de la Iglesia católica, después del de san Pedro (se cree que entre 34 y 37 años, aunque su duración exacta es difícil de determinar) y el de Pío IX (31 años).
Juan Pablo II fue aclamado como uno de los líderes más influyentes del siglo XX, recordado especialmente por ser uno de los principales símbolos del anticomunismo, y por su lucha contra la expansión del marxismo por lugares como Iberoamérica, donde combatió al movimiento conocido como la teología de la liberación, con la ayuda de su mano derecha y a la postre sucesor, Joseph Ratzinger.
Jugó asimismo un papel decisivo para poner fin al comunismo en su Polonia natal y, finalmente, en toda Europa, así como para la mejora significativa de las relaciones de la Iglesia católica con el judaísmo, el islam, la Iglesia ortodoxa oriental, y la Comunión anglicana.
Entre los hechos más notorios de su pontificado destacó el intento de asesinato que sufrió el 13 de mayo de 1981, mientras saludaba a los fieles en la plaza de San Pedro, a manos de Mehmet Ali Ağca, quien le disparó a escasa distancia entre la multitud. Tiempo después el terrorista fue perdonado públicamente por el pontífice en persona. A este se sumó otro atentado ocurrido en Fátima en la noche del 12 al 13 de mayo de 1982 a manos del sacerdote ultraconservador Juan María Fernández Krohn, hecho que no trascendió hasta después de la muerte del pontífice.
Fue uno de los líderes mundiales más viajeros de la historia, visitó 129 países durante su pontificado. Hablaba los siguientes idiomas: italiano, francés, alemán, inglés, español, portugués, ucraniano, ruso, croata, esperanto, griego antiguo y latín, así como su idioma materno, el polaco. Como parte de su especial énfasis en la llamada universal a la santidad, beatificó a 1340 personas y canonizó a 483 santos, más que la cifra sumada de sus predecesores en los últimos cinco siglos. El 19 de diciembre de 2009, Juan Pablo II fue proclamado venerable por su sucesor, Benedicto XVI, quien posteriormente presidió la ceremonia de su beatificación el 1 de mayo de 2011 (el Domingo de la Divina Misericordia), y fue canonizado junto con el papa Juan XXIII el 27 de abril de 2014 (otra vez el Domingo de la Divina Misericordia) por el papa Francisco.

## Biografía

### Infancia y juventud

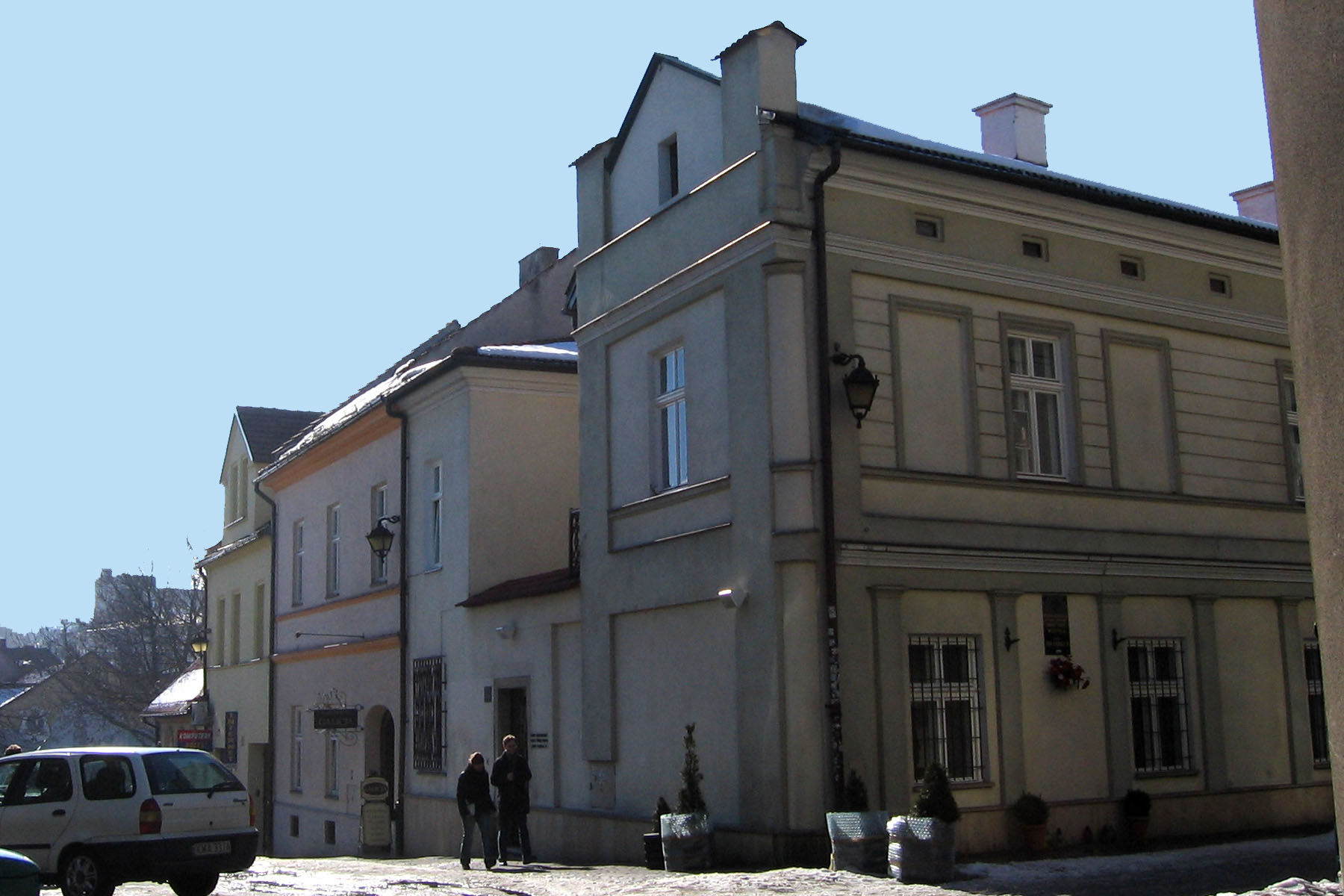
Casa natal de Juan Pablo II en Wadowice.

Karol Józef nació el 18 de mayo de 1920 en Wadowice, un pueblo de Polonia cercano a Cracovia.
Era el menor de los tres hijos del matrimonio integrado por Karol Wojtyła y Emilia Kaczorowska. Su madre era una ferviente católica, y se las arregló para que su hijo naciera cerca de un templo, pues quería que lo primero que oyera su hijo fueran los «cánticos a Dios». Cuando Karol aún era muy pequeño, su madre le decía a otras mujeres: Verán que mi pequeño Karol será una gran persona. Su madre falleció en 1929, cuando él tenía nueve años. Su hermana Olga había muerto antes de que él naciera. Su hermano mayor Edmund, que era médico, murió en 1932 por contagio de una enfermedad cuando curó a un hombre de condición humilde. Junto con su padre, Karol se trasladó a Cracovia para iniciar sus estudios en la Universidad Jaguelónica. Su padre, un suboficial del ejército polaco, murió en 1941 durante la ocupación de Polonia por la Alemania nazi. Su padre siempre lo guio en el camino de la fe y el amor cristiano.
Al terminar sus estudios de educación media, una época en la que destacó como consumado ajedrecista (llegando a proclamarse vencedor en varios campeonatos estudiantiles), se matriculó en la Universidad Jaguelónica de Cracovia y también en una escuela de teatro. Cuando las fuerzas alemanas cerraron la Universidad, en septiembre de 1939, el joven Karol tuvo que trabajar en una cantera y luego en una fábrica química (Solvay), para ganarse la vida y evitar que lo deportaran a Alemania. Fichado por la Gestapo, se refugió en una buhardilla de Cracovia. En esa época se unió al grupo del célebre actor polaco Mieczysław Kotlarczyk, creador del teatro Rapsódico, con el cual interpretó papeles de contenido patriótico.
Durante la ocupación alemana de Polonia, cultivó especialmente la cultura, el teatro y las amistades, en el contexto del grupo Unia, formado por jóvenes católicos que pretendían resistir, tanto de forma pacífica (así Wojtyła) como de acción (ayudando directamente a los judíos o usando la violencia), a la ocupación nazi. Posteriormente, su situación se complicó y debió refugiarse en los subterráneos del arzobispado de Cracovia.
Importante para su crecimiento espiritual fue la persona de un sastre, Jan Tyranowski, quien le dio a leer a San Juan de la Cruz. Se conocieron en 1940; Tyranowski reunía a un grupo de jóvenes.
Uno de los sitios donde más le gustaba ir a rezar y descansar era Kalwaria Zebrzydowska, donde habían trabajado su abuelo y bisabuelo como guías de los peregrinos que iban allí.

### Educación pastoral

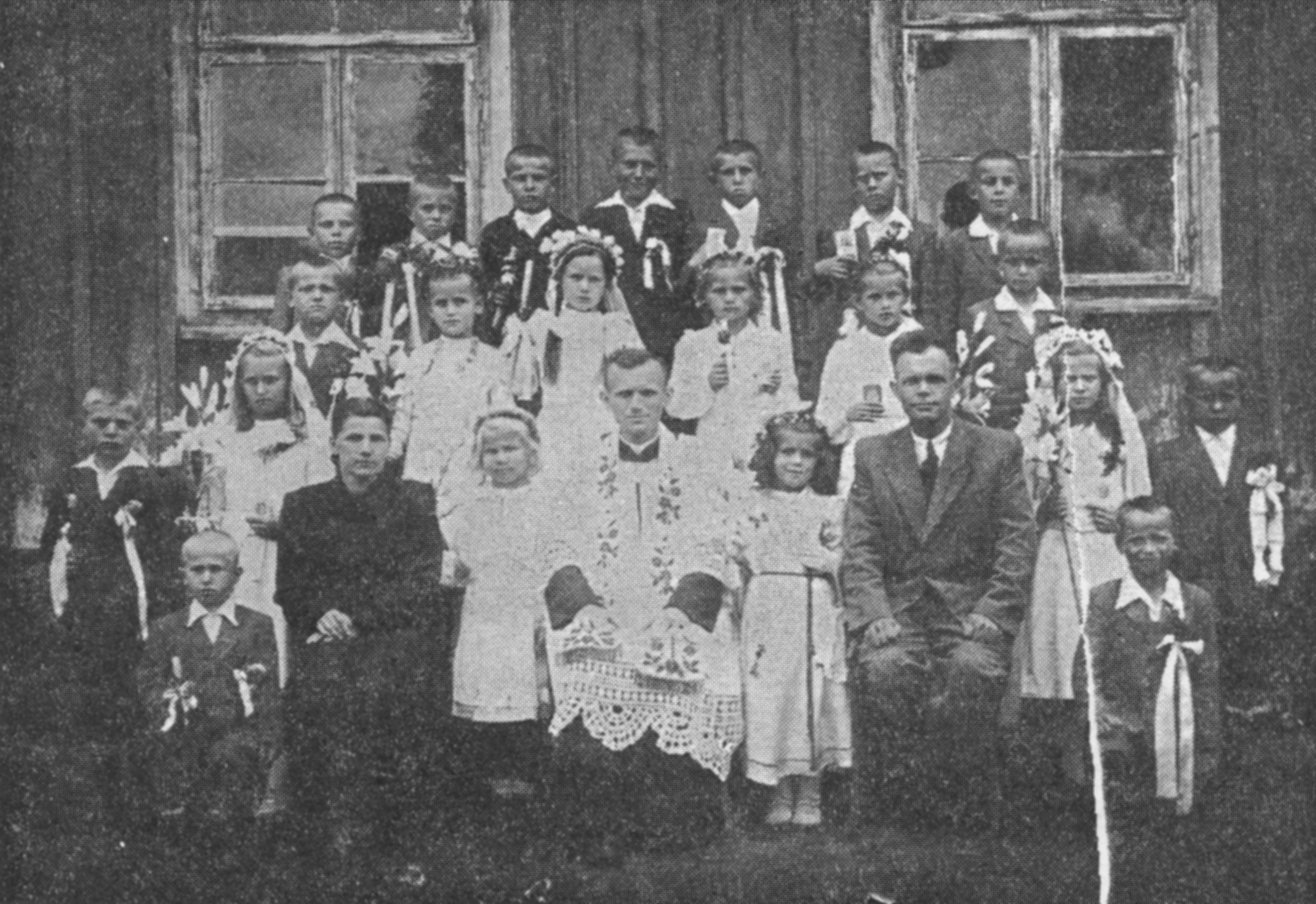
Karol Wojtyła como sacerdote en Niegowić, Polonia, 1948.

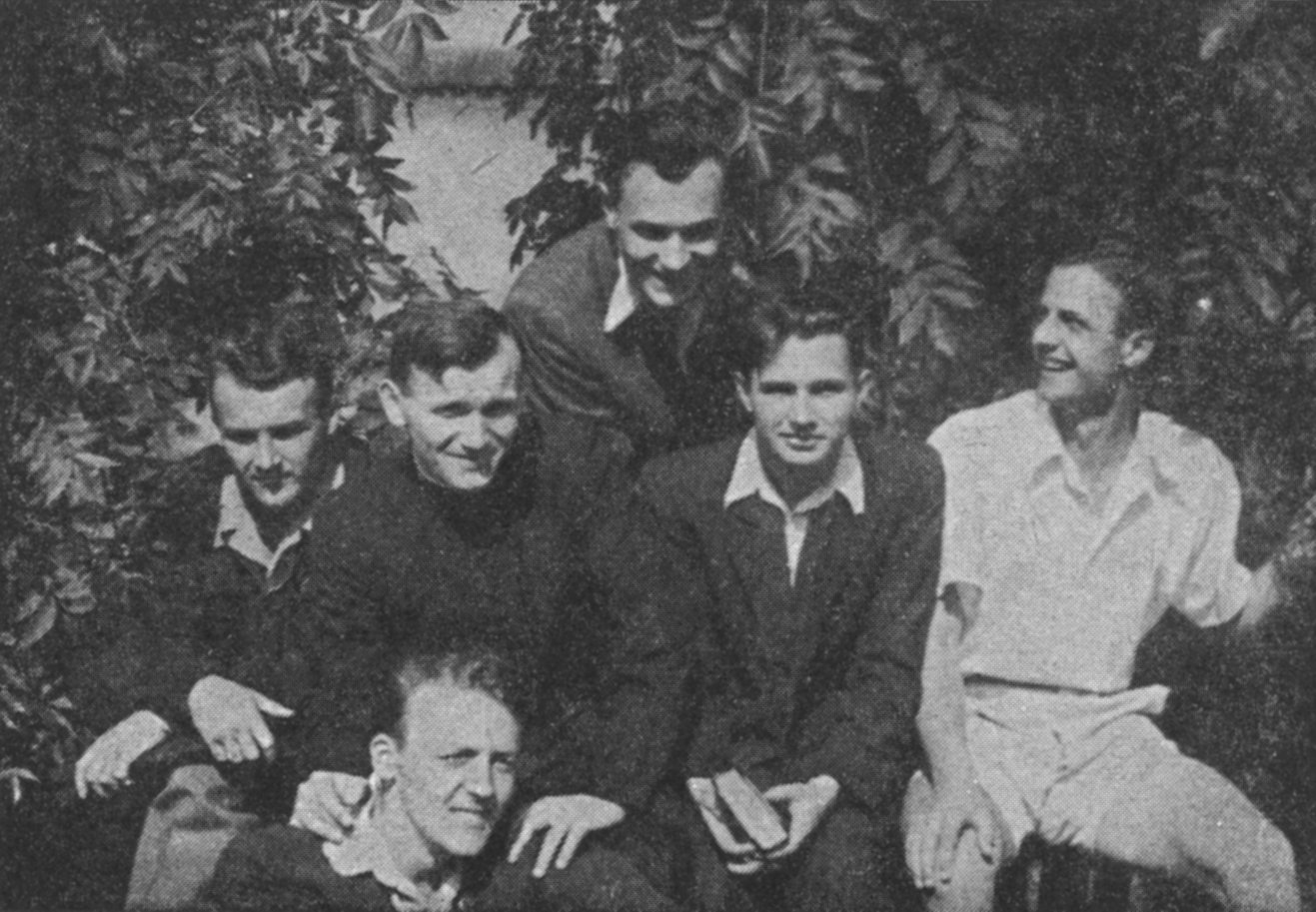
Karol Wojtyła, joven sacerdote con sus estudiantes en Cracovia, 1950.

En 1943 ingresó en el seminario clandestino que había fundado monseñor Adam Stefan Sapieha, cardenal arzobispo de Cracovia, iniciando la carrera de Teología. A comienzos de 1945 los soviéticos entraron en Cracovia y el futuro papa salvó la vida de una curiosa manera, casi milagrosa, gracias a Vasily Sirotenko, un universitario ruso que, antes de ser enviado a liberar Cracovia como oficial, estudiaba el último curso de Historia; la orquesta roja (espías prosoviéticos infiltrados en el ejército alemán) informó entonces de que los alemanes iban a asesinar a unos obreros polacos esclavizados por ellos; atacado ese grupo por los rusos y obligado a rendirse, estos descubrieron entre los ochenta obreros polacos liberados en una cantera de la fábrica Solvay a 18 seminaristas. Siguiendo las directrices de Stalin todos fueron enviados a un gulag de Siberia de donde no regresaron, pero no el futuro papa, ya que el comandante necesitaba a alguien como él que conociese idiomas y le tradujese los libros en latín y alemán que había estado compilando para seguir su carrera tras la guerra; es más, Wojtyła sabía incluso ruso por ser su madre de etnia rutena, según señala Pedro Beteta López en su libro Recordando a Juan Pablo II (2009). Sirotenko impidió así su expatriación a Siberia, incluso a pesar de la oposición de un comisario político ruso. Sin duda este trágico hecho debió reforzar su antiestalinismo.
Fue ordenado sacerdote el 1 de noviembre de 1946 en la capilla privada arzobispal. Poco después se trasladó a Roma para asistir a los cursos de la Facultad de Filosofía del Pontificio Ateneo Angelicum, y obtuvo el doctorado en Teología con la tesis El acto de fe en la doctrina de San Juan de la Cruz, bajo la dirección de Garrigou Lagrange.
En 1948 regresó a Polonia y ejerció su primer ministerio pastoral como vicario coadjutor de la parroquia de Niegowić, en los alrededores de Cracovia, durante trece meses. En noviembre de ese mismo año obtuvo la habilitación para ejercer la docencia en la Facultad de Teología de la Universidad Jagellónica. El 17 de agosto de 1949 se trasladó como vicario a la parroquia de San Florián, en Cracovia, donde ejerció el ministerio durante dos años, alternándolo con su trabajo de consejero de los estudiantes y graduados de la universidad estatal de esa ciudad.
Era muy popular entre los estudiantes, con los que iba muchas veces de excursión, cosa que no era común en aquellos tiempos, pues podía llamar la atención de las autoridades policiales.
Nombrado profesor de Teología moral y Ética social del Seminario Metropolitano de Cracovia el día 1 de octubre de 1953. En 1954 defiende la tesis de filosofía sobre Max Scheler: Valoración sobre la posibilidad de construir la ética cristiana sobre las bases del sistema de Max Scheler , que fue una investigación clave para injertar el método fenomenológico en su precedente formación aristotélico-tomista. Ese mismo año fue nombrado profesor de Ética en la Universidad de Lublin, docencia que se prolongaría hasta 1961. Allí impartió cursos –compatibilizándolos con su trabajo sacerdotal– que dieron lugar al comienzo de su producción filosófica original. En 1958 fue consagrado obispo. En 1960 publicó Amor y responsabilidad. En 1969 publicó Persona y acto.

### Obispo en Polonia

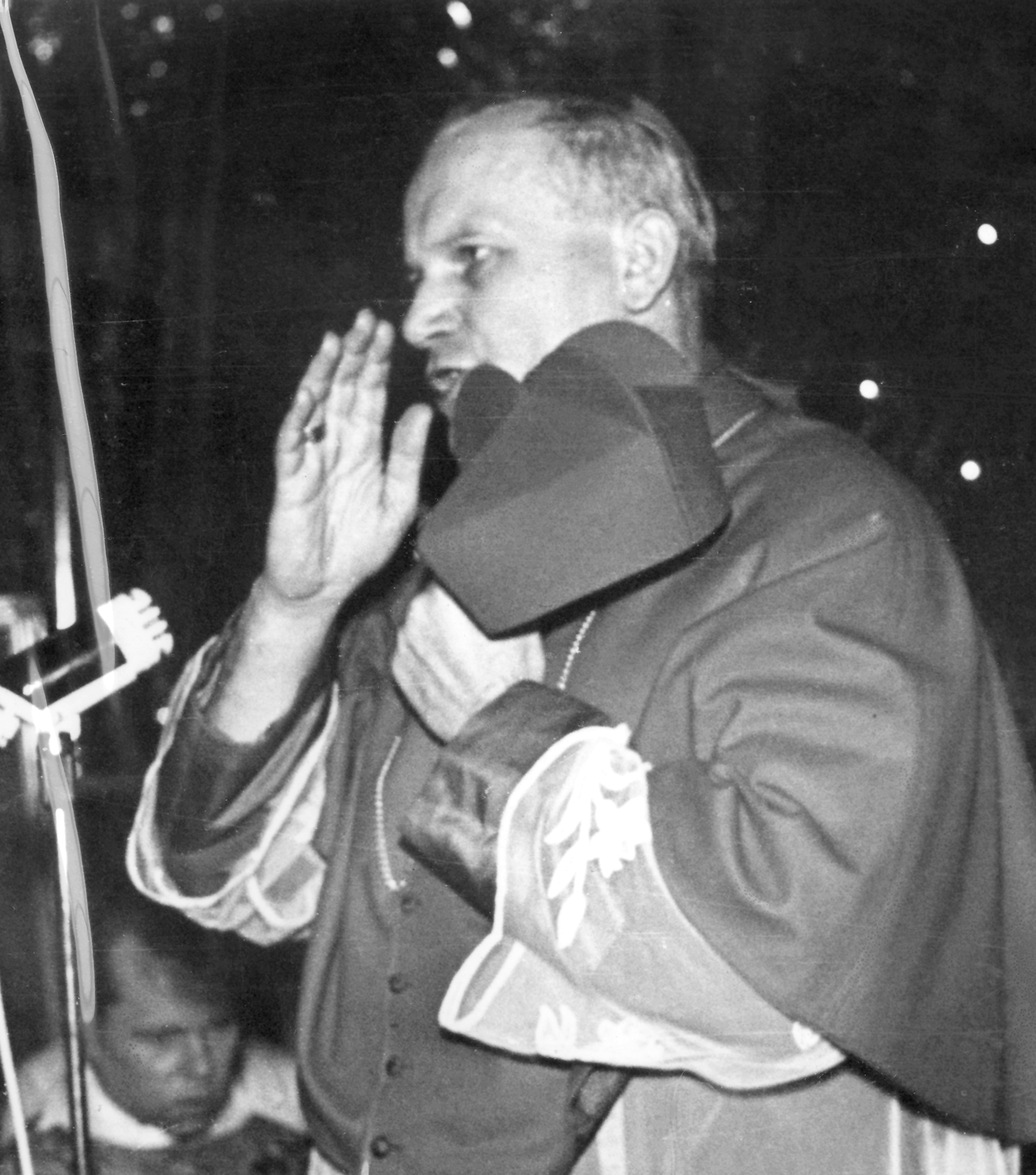
Visita a la iglesia de la Visitación de la Santísima Virgen María, en Cracovia. Comienzos de junio de 1967, poco antes de ser nombrado cardenal.

El 4 de julio de 1958, el papa Pío XII lo consagró obispo auxiliar de la arquidiócesis de Cracovia, bajo el administrador apostólico, el arzobispo Eugeniusz Baziak.
A partir del 11 de octubre de 1962, comenzó a tomar parte activa en el Concilio Vaticano II. Destacan sus puntualizaciones sobre el ateísmo moderno y la libertad religiosa. Realizó una importante contribución a la elaboración de la constitución Gaudium et spes. El cardenal Wojtyła participó también en las cinco asambleas del Sínodo de los Obispos, anteriores a su Pontificado. El 8 de diciembre de 1965 pasó a formar parte de las congregaciones para los Sacramentos y para la Educación Católica, y del Consejo para los Laicos. En 1962, al morir el arzobispo Baziak, fue nombrado vicario capitular (administrador temporal) de la arquidiócesis de Cracovia y el 13 de enero de 1964 el papa Pablo VI lo nombró arzobispo de Cracovia. El 26 de junio de 1967 fue nombrado cardenal, lo que le convirtió en el segundo más joven de la época, con 47 años de edad. Fue nombrado cardenal con el título de S. Cesareo in Palatio del orden de los diáconos, elevado después pro illa vice al orden de los presbíteros.
Durante el sínodo de obispos sobre la catequesis celebrado en octubre de 1977 en Roma, coincidió por primera vez con Joseph Ratzinger, entonces arzobispo de Múnich y Frisinga.

### Pontificado

Mapa indicando los países visitados por el papa Juan Pablo II.

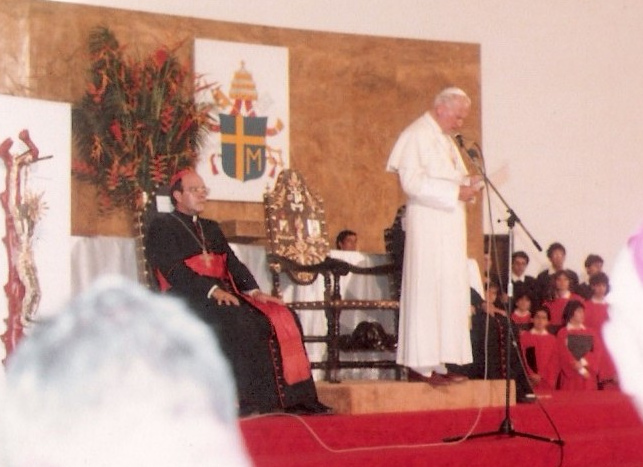
Juan Pablo II en su visita a la arquidiócesis de Medellín, Colombia, en 1986.

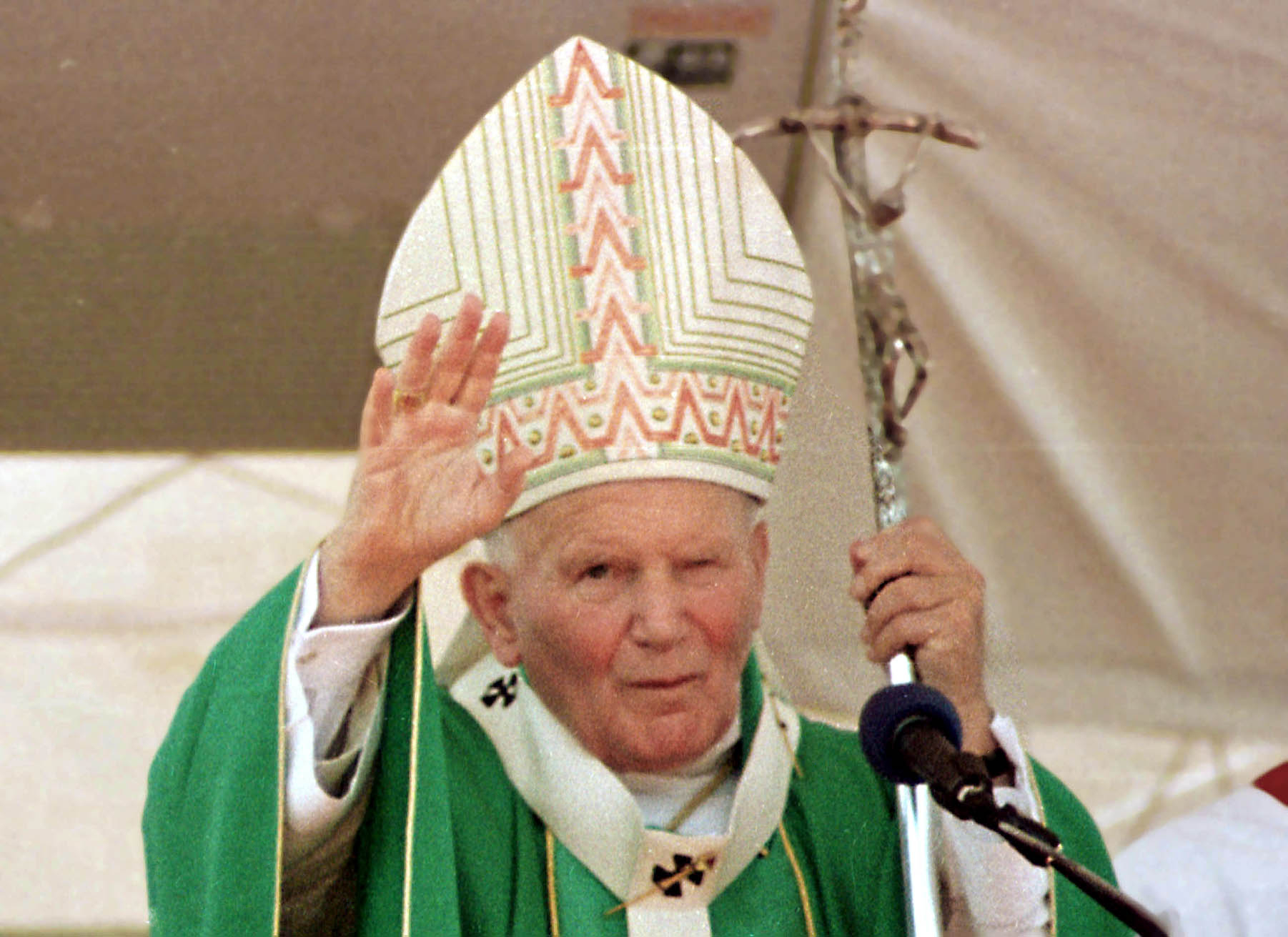
Juan Pablo II en su visita a Brasil, en 1997.

El 28 de septiembre de 1978 murió Juan Pablo I a causa de un infarto de miocardio, tras un pontificado de 33 días. El 16 de octubre de 1978, tras dos días de deliberaciones del cónclave, Wojtyła fue elegido sucesor de San Pedro. Adoptó el nombre de Ioannes Paulus II (Juan Pablo II) y se convirtió, con 58 años, en el papa más joven del siglo XX y en el primero no italiano desde el neerlandés Adriano VI (1522-1523). El 5 de noviembre visitó Asís, en el primero de sus 144 viajes por Italia.
El 25 de enero de 1979 emprendió el primero de sus 104 viajes fuera de Italia: República Dominicana y México. El último fue el 14 de agosto de 2004 al santuario mariano de Lourdes, en Francia. En total visitó 129 países diferentes, algunos de ellos varias veces.
Juan Pablo II se propuso el gran objetivo de posicionar a la Iglesia como faro y guía del mundo contemporáneo, en cinco direcciones:
- Nueva evangelización: mediante una renovación de la fidelidad a la persona de Jesús de Nazaret y su mensaje de amor universal (Domingo de la Divina Misericordia en 2000, Atto di affidamento delle sorti del mondo alla Divina Misericordia en 2002), en especial hacia los marginados y desfavorecidos, anunciándolo a todos los pueblos, con gran preocupación por la descristianización de Europa.

- Ecumenismo: mediante el diálogo y el encuentro con las demás Iglesias cristianas y todas y cada una de las confesiones religiosas.

- Compromiso ético y social: asumiendo la defensa de la dignidad de la persona y los derechos humanos, así como la promoción de la diversidad cultural de los pueblos y el impulso de la justicia social y la moral personal. Ha sido en este punto donde Juan Pablo II ha sido más discutido, al oponerse por igual a las dictaduras marxistas y al capitalismo liberal y, muy especialmente, en su condena del aborto, la contracepción y la fecundación artificial, en aras a la defensa de la vida y la familia. En este terreno Juan Pablo II mostró una clara desconfianza hacia lo que consideraba una cultura de la muerte fruto de un materialismo occidental, al que veía como hedonista, relativista e insolidario.

- Lucha por la paz: a través de la mediación en múltiples conflictos y la condena enérgica de la guerra y la carrera de armamentos, así como la incentivación de iniciativas de reconciliación y el combate de las desigualdades.

- Rigor doctrinal: Juan Pablo II condenó las posiciones más extremas de la Teología de la Liberación pero fue más contundente con el ala más conservadora del catolicismo al excomulgar a monseñor Marcel Lefebvre y desautorizar su movimiento. Juan Pablo II dio reconocimiento a teólogos en su día sancionados o cuestionados por sus posiciones aperturistas, creándolos cardenales (Hans Urs von Balthasar, Henri de Lubac, Yves Congar o Walter Kasper, a quien puso al frente de la acción ecuménica de la Iglesia). Sin embargo, a través de la Congregación de la Doctrina de la Fe, presidida por Joseph Ratzinger fue inflexible con Hans Küng, ya condenado por Pablo VI, y con Bernhard Häring o Leonardo Boff, debido a sus posiciones heterodoxas en materia de teología dogmática y moral y su oposición al magisterio papal. Juan Pablo II se mostró desfavorable a dar de comulgar a los divorciados vueltos a casar, al matrimonio de los sacerdotes y a la ordenación de las mujeres.[cita requerida]

A lo largo de sus casi 27 años de pontificado nombró a un total de 232 cardenales.
Como papa, Wojtyła impuso un nuevo estilo al desechar la silla gestatoria usada por sus antecesores para mostrarse en público, se acercó a la calle y a las multitudes, mostrando sus simpatías por niños y jóvenes. Debido a sus múltiples viajes al extranjero fue conocido entre los medios de comunicación, en particular en Hispanoamérica, como «el atleta de Dios», «el caminante del Evangelio», el «papa viajero» o el «papa peregrino».
Durante su prolongado mandato, Juan Pablo II superó numerosas marcas: no solo fue el pontífice más viajero hasta el momento, sino también el que proclamó más santos y beatos durante su pontificado (el número de santos y beatos elevados a los altares por él equivale al llevado a cabo en los cuatrocientos años anteriores).
Antes de ser elegido papa, Wojtyła también mostró su capacidad como poeta, filósofo y dramaturgo. Entre sus escritos destaca la obra teatral El taller del orfebre, convertida más tarde en ópera rock. La obra se publicó por primera vez en Varsovia en 1960, cuando Wojtyła era obispo auxiliar de Cracovia, mientras que en España se editó por primera vez en 1980, tras su elección como papa.

### Atentado contra su vida
El 13 de mayo de 1981 Mehmet Ali Ağca disparó contra el papa, mientras este se desplazaba por la Plaza de San Pedro en un vehículo abierto. El pontífice fue herido en la mano, brazo y abdomen. Pocos años más tarde en diciembre de 1983, el papa lo visitó a la cárcel de Rebibbia, conversó con él y le otorgó el perdón. El atentado motivó la construcción de un vehículo especial con cristales blindados diseñado especialmente para este tipo de actos y que fue popularmente bautizado como papamóvil. Un año después, en la noche del 12 al 13 de mayo de 1982, Juan Pablo II sufrió un nuevo atentado en Fátima (Portugal) adonde había llegado para agradecer a la Virgen María por haber salvado su vida. En esa ocasión un sacerdote español ultraconservador, Juan Fernández Krohn, quiso ensartarlo con una bayoneta pero fue inmovilizado apenas a tiempo, aunque llegó a visualizarse la presencia de sangre en la vestimenta papal, todo lo cual fue revelado por el cardenal Stanislaw Dziwisz años después. Desde la agresión de Mehmet Ali Ağca, comenzó a sufrir diversos problemas de salud: además de las dificultades que tuvo para recuperarse de las heridas de bala que sufrió en el estómago y en una mano, padeció distintos accidentes y dolencias (ver la sección sobre sus dolencias físicas).

### Actividades después del atentado

Juan Pablo II con el presidente estadounidense Bill Clinton en Denver, durante la Jornada Mundial de la Juventud de 1993.

A fines de los años 1980, a pesar de sus dolencias físicas, su actuación en Polonia y su influencia en los acontecimientos que se produjeron en el entonces bloque comunista contribuyeran de modo considerable a la caída del comunismo soviético y a la democratización de Europa oriental, según coinciden distintos historiadores y escritores.
El 1 de julio de 1986, Juan Pablo II visitó Colombia —como consecuencia de la tragedia de Armero en Tolima— y fue al lugar de los hechos, y frente a una gran cruz oró por un rato y nombró el sitio como lugar santo en honor a los 25 000 muertos de esa trágica escena que tuvo que vivir el pueblo colombiano una semana después del holocausto de la toma del Palacio de Justicia en Bogotá, en el cual murieron 80 personas (o incluso más).
Más de una década después, y pese a su implacable deterioro físico, en marzo de 2003 Juan Pablo II se opuso con todas sus fuerzas y autoridad a la invasión estadounidense de Irak. En esa misión evidenció la misma determinación que había mostrado al inicio de su pontificado para mediar el Conflicto del Beagle entre Argentina y Chile en 1978, cuando se encontraban al borde de un enfrentamiento.
Entre los principales episodios de su pontificado está la primera visita de un papa a una iglesia luterana (Roma, 1983), la primera a una sinagoga (Roma, 1986), la Jornada Mundial de Oración por la Paz (Asís, 1986) y la excomunión del obispo Marcel Lefebvre (1988). En el año 2001 se produjo un hecho histórico: Juan Pablo II visitó un país ortodoxo, Grecia, y entró en una mezquita, la de Damasco (Siria), fue la primera vez que un Pontífice católico pisaba una mezquita y oraba en su interior.

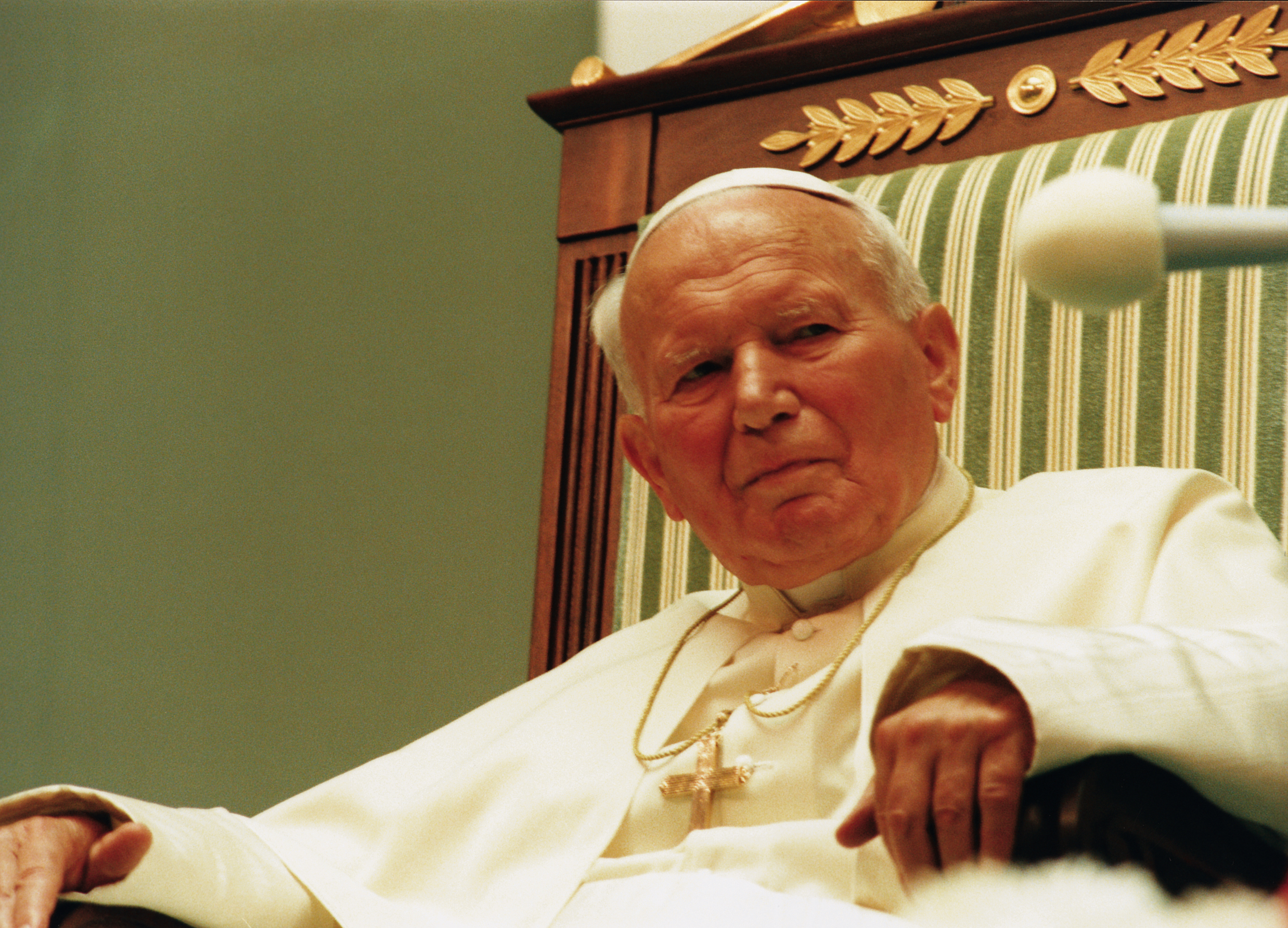
Juan Pablo II durante su visita al Parlamento de Polonia, 1999.

Asimismo, figuran el primer encuentro de un papa con una comunidad musulmana (Casablanca, 1985), el Jubileo de la Redención de 1983, a partir del cual creó las Jornadas Mundiales de la Juventud, celebradas bajo su pontificado en Roma (varias veces), Buenos Aires (Argentina), Santiago de Compostela (España), Denver (Estados Unidos), Manila (Filipinas), Czestochowa (Polonia), París (Francia) y Toronto (Canadá).
También destaca el encuentro con el último presidente de la URSS, Mijaíl Gorbachov, en diciembre de 1989, la normalización de la Iglesia católica en los países europeos hasta entonces comunistas, y la visita realizada en enero de 1998 a Cuba, donde fue recibido con todos los honores por Fidel Castro.
Aparte de sus catorce encíclicas, con Juan Pablo II se han publicado los nuevos Códigos de Derecho Canónico Latino (1983) y Oriental, así como el Catecismo Universal de la Iglesia Católica (1992), fruto del sínodo especial de obispos de 1985, dedicado al Concilio Vaticano II.
Su gran deseo, que materializó, fue llegar al año 2000, abrir la Puerta Santa de la Basílica de San Pedro e introducir la Iglesia en el tercer milenio con el Jubileo del año 2000. En la primavera de 2000 pudo por fin pisar Tierra Santa. Visitó el Monte Nebo, donde (según la Tanaj o Antiguo Testamento) el profeta Moisés vio la Tierra Prometida antes de morir; Belén, Jerusalén, Nazaret y varias localidades de Galilea.
Durante ese viaje, Juan Pablo II, el primero en reconocer en 1986 los derechos nacionales del pueblo palestino y entablar relaciones diplomáticas plenas con Israel en 1994, ofició misa en la plaza del Pesebre de Belén, pidió perdón en el Muro de las Lamentaciones y en el Museo del Holocausto por los errores cometidos por los cristianos que persiguieron a los judíos y celebró misa en el Santo Sepulcro.
Al concluir su pontificado con su muerte, Juan Pablo II dejó pendientes dos viajes: uno a Moscú, ante la oposición del patriarca ortodoxo Alejo II, que acusaba a la Iglesia católica de "proselitismo" en su área de influencia y otro a China, donde el régimen comunista prohíbe la obediencia de la Iglesia católica china a la Santa Sede, con quien además tuvo conflictos a causa del reconocimiento de Taiwán desde 1949.

### Disculpas
En repetidas ocasiones, Juan Pablo II pidió perdón por los errores cometidos por la Iglesia católica:
- por el procesamiento y condena del científico italiano Galileo Galilei (1564-1642) a quien la Inquisición le hizo retractarse de sus teorías heliocéntricas el 22 de junio de 1633.[40]
- por los cristianos implicados en la trata de esclavos africanos.[41]
- por todas las injusticias y degradaciones a las mujeres, y las violaciones a sus derechos.[42]
- por la inactividad, silencio y/o complicidad de los católicos en el holocausto.[43]
- por la persecución, condena y ejecución de Jan Hus.[44]
- por la participación de la iglesia en la caza de brujas y las condenas injustas de la inquisición.[45]
- por la participación de la iglesia en las guerras religiosas europeas que surgieron tras la reforma protestante.[45]
- por todos los crímenes de guerras y excesos ocurridos durante las cruzadas.[46]
- en 2001, Juan Pablo II envió el primer correo electrónico del papado, disculpándose por los abusos sexuales cometidos por miembros de la iglesia, el mal trato a los aborígenes australianos, y por el comportamiento que tuvieron los misioneros católicos en China durante la época colonial.[47]

El Jubileo del año 2000 incluyó un día de oración por el perdón de los pecados de la Iglesia, el 12 de marzo de 2000.

### Dolencias físicas y muerte

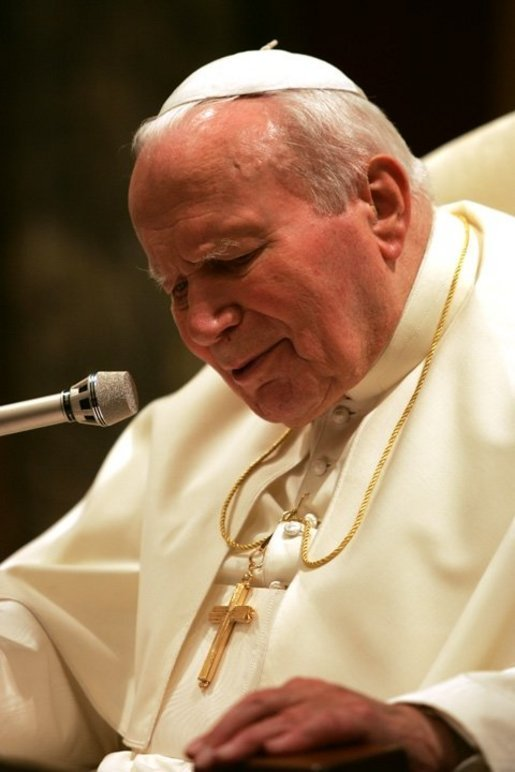
Juan Pablo II en 2004.

Juan Pablo II fue el primer pontífice que salió de la Ciudad del Vaticano para ser hospitalizado. Desde el atentado del 13 de mayo de 1981, fue internado en el Hospital Universitario Gemelli en varias oportunidades: el 20 de junio del mismo año, por una infección derivada de la herida sufrida; el 15 de julio de 1992, en que se le practicó una colecistectomía, con extirpación adicional de treinta centímetros de intestino por presencia de un adenoma tubulovelloso benigno; el 11 de noviembre de 1993, por una luxación del hombro; el 28 de noviembre de 1995 por una fractura femoral; el 8 de septiembre de 1996 para una operación de apendicitis. El avance de la enfermedad de Parkinson lo debilitó hasta la indefensión, limitando su capacidad de habla. Su sucesor Joseph Ratzinger, señaló que en los últimos años del pontificado de Juan Pablo II, el sufrimiento que padeció fue casi una forma de gobierno:

Sí, se puede gobernar también con el sufrimiento. Sin duda, es algo extraordinario. Pero después de un largo pontificado y después de tanta vida activa del Papa, era significativo y elocuente un tiempo de sufrimiento, que devino casi en una forma de gobierno.
Benedicto XVI

El deterioro físico de Juan Pablo II se incrementó hasta su fallecimiento en 2005. En aquel año tuvo que ser hospitalizado por un síndrome de dificultad respiratoria. Se le realizó una traqueotomía a mediados de marzo. Hacia finales del mismo mes su estado se agravó y entre el 31 de marzo y el 1 de abril sufrió una septicemia por complicación de una infección de vías urinarias.

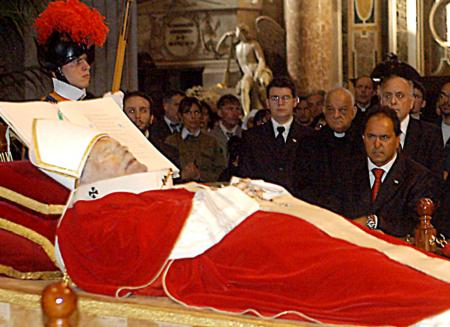
Funeral de Juan Pablo II, 5 de abril de 2005.

Falleció el 2 de abril de 2005 a las 21:37 (la noche previa al Domingo de la Divina Misericordia). Pocos minutos después, monseñor Leonardo Sandri anunció la noticia a las personas congregadas en la Plaza de San Pedro y al mundo entero. Los días después de su muerte, algunos periódicos publicaron que su última palabra fue "Amén", sin embargo la Santa Sede desmintió esta versión y afirmó que las últimas palabras fueron en polaco: "Pozwólcie mi iść do domu Ojca" (Déjenme ir a la casa de mi Padre). La muerte fue comprobada por el cardenal camarlengo Eduardo Martínez Somalo. El Camarlengo comunicó la muerte al cardenal Camillo Ruini, como «Vicario para la Urbe» y el Cardenal-Decano del Colegio cardenalicio, Joseph Ratzinger, informó oficialmente a todos los Cardenales convocándolos al Cónclave, al declararse la Sede Vacante.
Al ser anunciada su muerte, en medio del rezo del Rosario, el público presente en la Plaza de San Pedro prorrumpió en nutridos aplausos. Las luces de su habitación en el Palacio Apostólico se apagaron por un instante para comunicar de esta manera el momento de su fallecimiento, pero luego fueron encendidas nuevamente y así permanecieron.
Su muerte se produjo debido a una septicemia y a un colapso cardiopulmonar irreversible, agravado por su enfermedad de Parkinson. Tenía 84 años y 11 meses. En su agonía, le dictó a su secretario, Stanisław Dziwisz, una carta en la que decía:

"Soy feliz, séanlo también ustedes. No quiero lágrimas. Recemos juntos con satisfacción. En la Virgen confío todo felizmente". El portavoz del papa, Joaquín Navarro Valls afirmó inicialmente que el pontífice, en sus últimos momentos, dedicó unas palabras a la multitud, sobre todo gente joven, reunida en la Plaza de San Pedro (Yo los he buscado y ahora ellos vienen a buscarme, les doy las gracias), haciendo el gesto de la bendición hacia la ventana de sus aposentos, hacia los fieles apostados en la Plaza de San Pedro. Sin embargo, el médico que certificó la muerte ha señalado que el papa permaneció inconsciente durante los últimos cincuenta minutos de su vida y que, por lo tanto, tales frases tuvo que decirlas al menos una hora antes de su fallecimiento.[cita requerida]

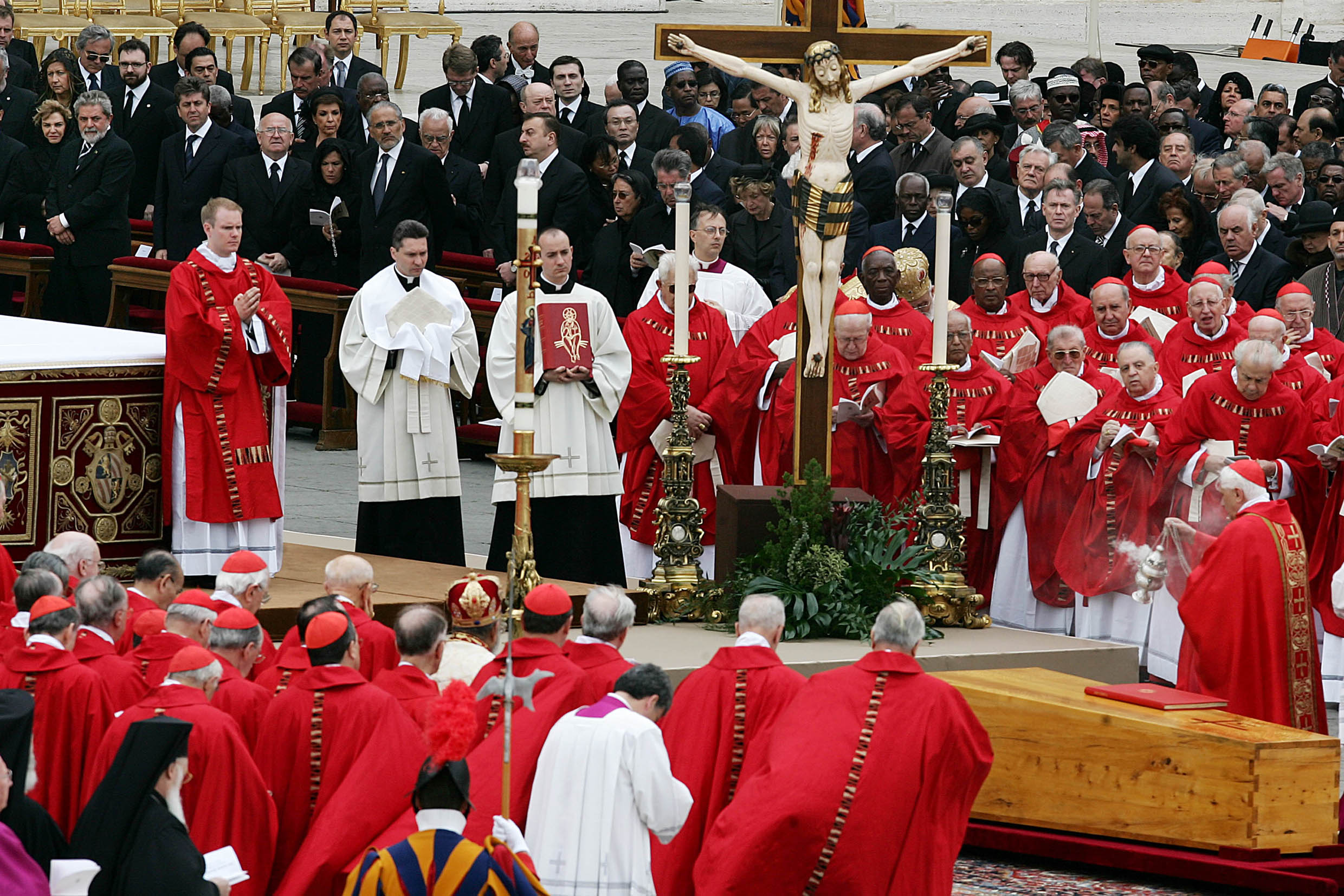
Joseph Ratzinger despidiendo al papa.

Los funerales pusieron de manifiesto el alto grado de aprecio hacia Juan Pablo II, no solo de parte de mandatarios de muchos países, sino también de gente de toda condición social. Tuvieron una alta resonancia política por algunos gestos inesperados, como el saludo entre los mandatarios de Israel, Irán y Siria.

#### Juan PabloMagno
Después de su muerte, católicos reconocidos, desde el cardenal británico Cormac Murphy-O'Connor, hasta el arzobispo Harry Joseph Flynn y el obispo Thomas G. Doran, su sucesor en el pontificado, Benedicto XVI, como también el periódico L'Osservatore Romano, se han referido a Juan Pablo II como Juan Pablo Magno. Aún no se sabe si este póstumo título se impondrá, ya que no existe ningún procedimiento formal para asignar este apelativo.
Muchos seguidores del pontífice demandaron que fuese canonizado tan pronto como fuera posible, gritando Santo subito ("Santo ya") durante los actos de exposición pública de sus restos mortales y misas de funeral.

### Proceso de beatificación

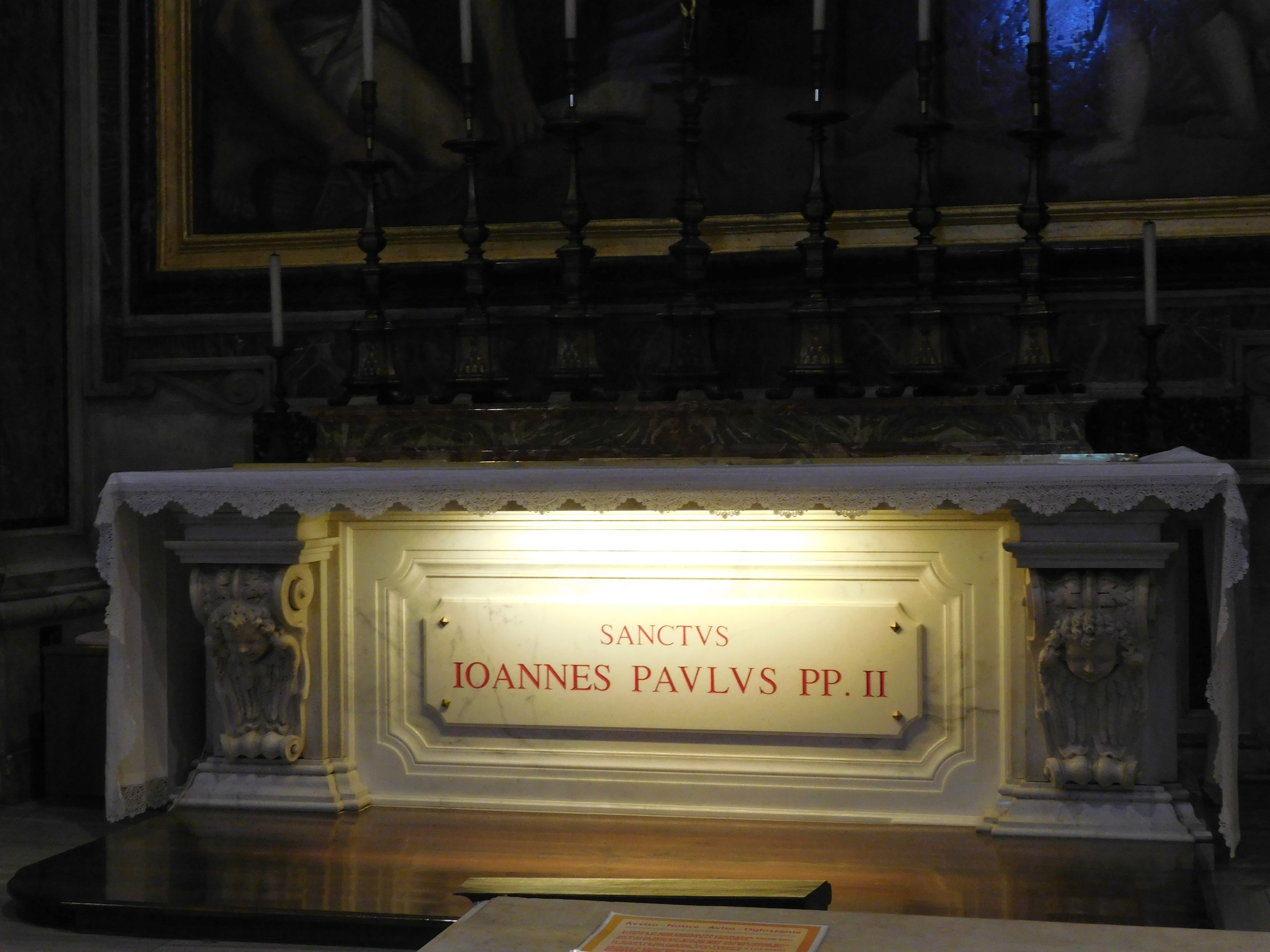
Tumba de Juan Pablo II en la basílica de San Pedro, desde mayo de 2011.

El 13 de mayo de 2005, el cardenal Camillo Ruini, vicario para la ciudad de Roma, dio formalmente por iniciado el proceso de beatificación de Juan Pablo II; para ello, Benedicto XVI concedió el 28 de abril dispensa del plazo de cinco años de espera después de la muerte requerido por el derecho canónico para iniciar el proceso de beatificación, de modo similar a como hizo el propio Juan Pablo II con el proceso de beatificación de Teresa de Calcuta.
El 2 de abril de 2007, dos años después de su muerte, concluyó la fase diocesana del proceso de beatificación, reuniéndose todos los testimonios sobre su vida y los presuntos milagros, entre los que destaca el de la monja francesa Marie Simon Pierre, quien aseguró haber sido curada de la enfermedad de Parkinson gracias a la intercesión del pontífice, que había fallecido dos meses antes.
En una misa que se celebró en la Plaza de San Pedro el mismo día, el papa Benedicto XVI aseguró que el proceso avanza «con rapidez». En tal fecha, finalizada la primera fase de su proceso de canonización, le fue concedido el título de Siervo de Dios.
El 19 de diciembre de 2009, Benedicto XVI lo declaró venerable. Un milagro atribuido a su intercesión fue analizado y considerado inexplicable según la ciencia, por lo que tras diversas reuniones, el papa Benedicto XVI autorizó la beatificación de Juan Pablo II en enero de 2011. La ceremonia de beatificación se llevó a cabo el 1 de mayo de 2011 (Domingo de la Divina Misericordia).
A principios de 2011 el padre Federico Lombardi, portavoz de la Casa Pontificia, anunció la fecha de la beatificación y el traslado de sus restos mortales, que hasta entonces se encontraban en la cripta vaticana, hasta la capilla de san Sebastián de la Basílica de San Pedro, contigua a la de la Piedad de Miguel Ángel.
Este proceso de beatificación ha sido catalogado como el más corto de la historia moderna de la Iglesia católica, ya que duró seis años y treinta días, superando en un mes el proceso de beatificación de Teresa de Calcuta. A pesar de ello, y según las declaraciones de Lombardi, el proceso se ha hecho de manera minuciosa, con completos estudios sobre el milagro de la curación de sor Marie Simon y la propia vida del pontífice.

### Canonización
El 5 de julio de 2013 el papa Francisco firmó el decreto que autorizó la canonización de Juan Pablo II y de Juan XXIII, realizada en una ceremonia histórica en la Ciudad del Vaticano el 27 de abril de 2014.

## Relaciones internacionales

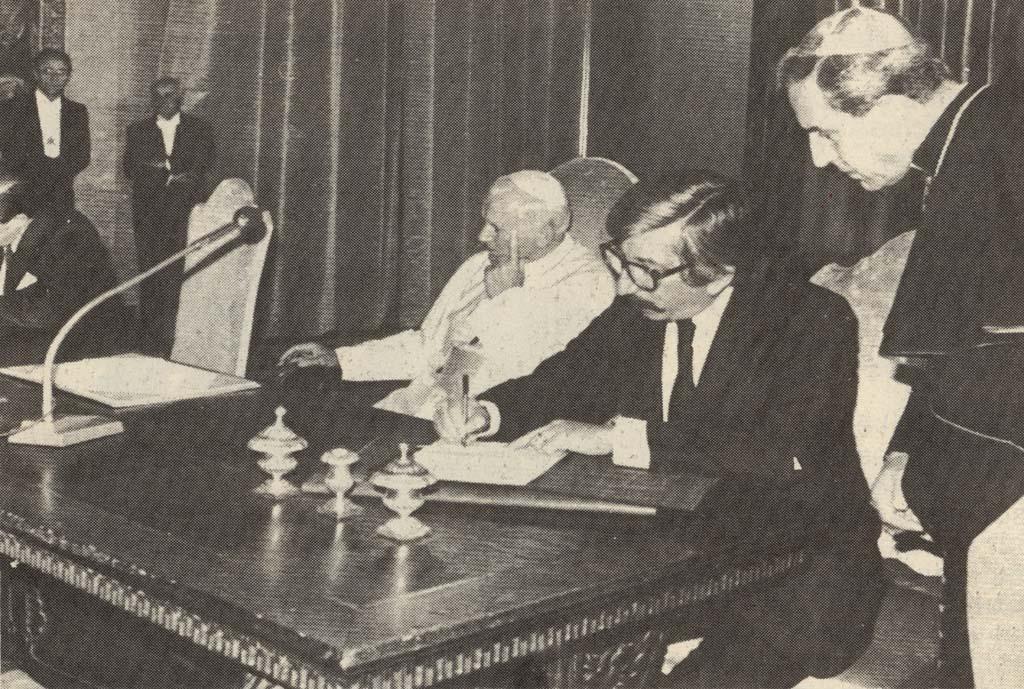
Firma del Tratado de Paz y Amistad entre Argentina y Chile el 29 de noviembre de 1984, bajo el arbitraje de Juan Pablo II.

Al inicio del pontificado de Juan Pablo II, la Santa Sede tenía relaciones diplomáticas con 84 estados. Al fallecer este papa, las tenía con 173. Igualmente, participa como miembro de pleno derecho o como observadora en varios organismos internacionales y regionales.
Las 104 visitas internacionales de Juan Pablo II, fueron realizadas mayoritariamente en su doble calidad de jefe de Estado y el de cabeza de la Iglesia católica; por ello el gesto del jefe de Estado del país receptor (si es de cultura cristiana) de saludarle primero con la mano (tratándose del encuentro de dos jefes de Estado) y finalmente después con la clásica reverencia y besamanos. El primer viaje de Juan Pablo II hizo fue a Santo Domingo, República Dominicana desde donde se trasladó a México, al que él llamaba «México siempre fiel», una frase que se ha vuelto inmortal. Los países de América Latina que más visitó, fueron México en cinco ocasiones, Brasil en cuatro, República Dominicana y Guatemala en tres (que le servían incluso de sedes para visitar otros países cercanos), y Nicaragua en dos ocasiones, al igual que Perú, El Salvador y Venezuela.

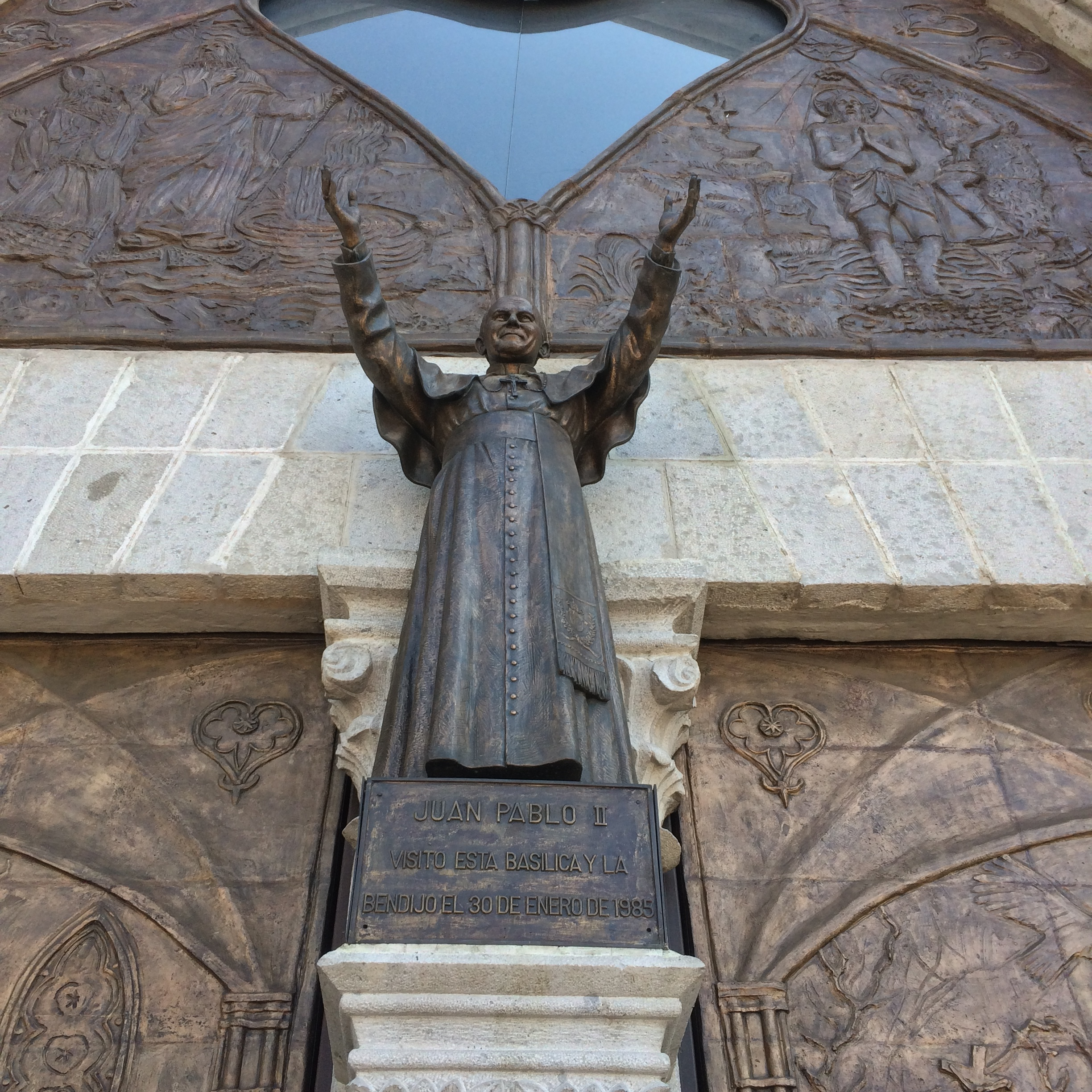
Estatua del Papa Juan Pablo II en el pórtico sur de la Basílica del Voto Nacional, Quito - Ecuador.

Juan Pablo II demostró además ser un hábil diplomático. Recién asumido su pontificado, debió enfrentar en diciembre de 1978 la crisis prebélica existente entre Argentina y Chile a causa de la aplicación del Laudo Arbitral dictado por la reina Isabel II del Reino Unido referente al conflicto del canal Beagle. En momentos en que ambas naciones tenían sus tropas desplegadas a lo largo de la frontera —existen incluso evidencias que indicarían el inicio de las operaciones militares—, Juan Pablo II, aprovechando los vínculos de los militares con la Iglesia, influyó decisivamente en impedir el inicio de las hostilidades enviando al cardenal Antonio Samoré como su representante, obteniendo la separación de las fuerzas y el inicio de un proceso de mediación que culminó el 29 de noviembre de 1984 con la firma del Tratado de Paz y Amistad entre ambos países.
Fue un extraordinario políglota. No solo llegó a dominar el polaco, esperanto, griego clásico, latín, italiano, francés, español, portugués, inglés y alemán, sino que también tuvo suficientes conocimientos del checo, lituano, ruso y húngaro; además, tenía conocimientos de japonés, tagalo y varias lenguas africanas. Fue un deportista ávido y un esquiador experto en su juventud.
Ha sido el primer papa en hacer un uso intensivo de los medios de comunicación y, en especial, de Internet para hacer que llegue su mensaje, además de tener acercamientos con líderes de religiones tales como la judía, musulmana, ortodoxa y tibetana (a través del dalái lama), entre otras.[cita requerida]

## Resonancia de su pontificado

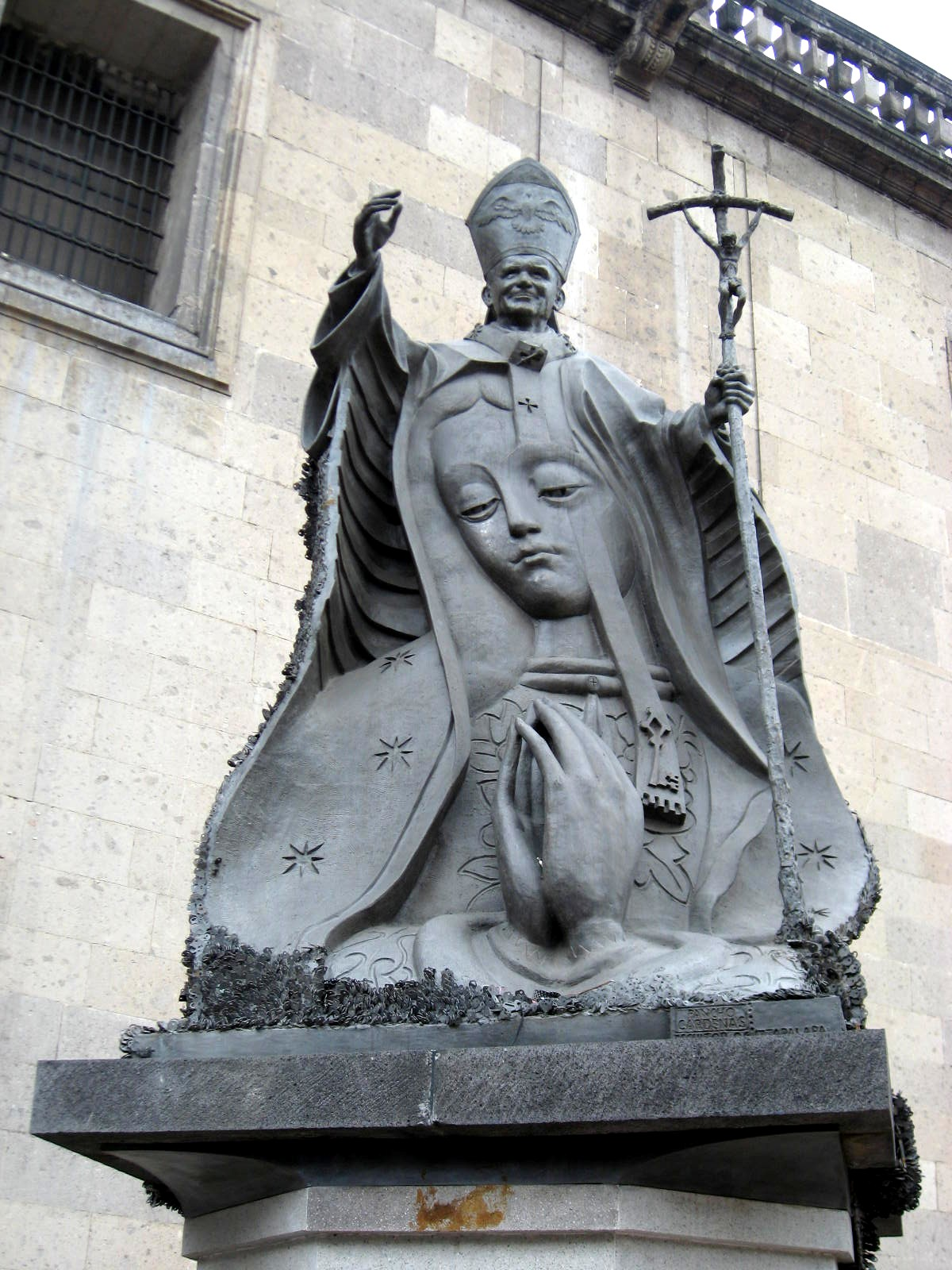
Estatua de San Juan Pablo II con Nuestra Señora de Guadalupe.

Con uno de los pontificados más largos de la historia, son muchos los hechos significativos en él. Respecto de la política mundial, poco antes de su muerte, la BBC comentó, refiriendo una significativa toma de postura de Mijail Gorbachov: "El papa —le dijo Gorbachov entonces a su esposa Raisa— es la autoridad moral más importante del mundo y es eslavo". El entendimiento entre ambas personalidades sin duda facilitó el camino hacia la democracia en el bloque oriental".
En palabras de Wojciech Jaruzelski, último mandatario en la Polonia comunista, la visita de Juan Pablo II a Polonia en 1979, fue el "detonador" de los cambios. Con ocasión de su fallecimiento, el presidente del Parlamento Europeo, el socialista José Borrell, escribía:

Me inclino con respeto ante la memoria de esa gran personalidad que ha marcado de forma determinante la historia del último cuarto de siglo. (...) Imponía el respeto por la claridad de sus opiniones y por la sinceridad de sus continuos esfuerzos en favor de la justicia, la paz y el respeto de la dignidad y de los derechos humanos. Nadie olvidará sus gestos de apertura y diálogo dirigidos a los representantes de las demás religiones, particularmente durante los encuentros de Asís. La historia recordará el determinante empeño de Juan Pablo II en la reconducción de los Estados de Europa Central y Oriental hacia la democracia y la libertad. Recordará, asimismo, su actividad, a menudo discreta pero decidida, en favor del diálogo entre los pueblos y los Estados en conflicto y por la reanudación de las negociaciones entre los Estados de Oriente Próximo.

El canciller alemán Gerhard Schröder, declaraba que el papa había «influido en la integración pacífica de Europa de muchas formas. Por sus esfuerzos y por su impresionante personalidad, ha cambiado nuestro mundo».
Se destaca también su empeño en pro de los derechos humanos: "Su empeño como pontífice fue no solo el difundir el Evangelio, sino el transformar el papado romano en el portavoz de los derechos humanos".
El balance de su vida, desde un punto de vista religioso y personal, lo trazó el entonces Cardenal Ratzinger —luego Benedicto XVI— en el funeral por Juan Pablo II:

«Sígueme», dice el Señor resucitado a Pedro, como su última palabra a este discípulo elegido para apacentar a sus ovejas. «Sígueme», esta palabra lapidaria de Cristo puede considerarse la llave para comprender el mensaje que viene de la vida de nuestro llorado y amado papa Juan Pablo II.

Entre distintas condecoraciones, fue considerado dos veces Una de las 100 personas más influyentes de la revista Time y en 1994, fue nombrado Persona del año.

## Controversias sobre su pontificado
Juan Pablo II tuvo que afrontar durante su pontificado y también tras su muerte diferentes controversias, tanto a nivel interno de la Iglesia como en el encuentro con el mundo contemporáneo. Entre estas, las más célebres fueron:
- Durante su pontificado la Congregación para la Doctrina de la Fe, dirigida entonces por el cardenal Joseph Ratzinger (su sucesor en el papado como Benedicto XVI), prohibió la enseñanza a teólogos católicos como Leonardo Boff, José María Castillo Sánchez o Juan Antonio Estrada,[81] dentro de un exitoso movimiento para aislar y neutralizar a los promotores de la Teología de la Liberación en América Latina, o a Hans Küng, uno de los más destacados teólogos católicos etiquetados como "progresistas".

Los extensos y trabajados documentos de la Congregación destacan aquellos puntos que son incompatibles con la doctrina católica.
- Otras críticas internas provinieron de los sectores más tradicionales, especialmente debido a la excomunión del obispo francés Marcel Lefebvre, líder del movimiento tradicionalista conocido como la Fraternidad de San Pío X, el 1 de julio de 1988 por consagrar a cuatro obispos sin autorización formal. Juan Pablo II, además de explicitar su tristeza por esa actitud,[83] señaló las razones de la decisión en la Carta apostólica Ecclesia Dei presentada en forma de motu proprio: «Ese acto ha sido en sí mismo una desobediencia al Romano Pontífice en materia gravísima y de capital importancia para la unidad de la Iglesia, como es la ordenación de obispos, por medio de la cual se mantiene sacramentalmente la sucesión apostólica. Por ello, esa desobediencia —que lleva consigo un verdadero rechazo del Primado romano— constituye un acto cismático».[83] Ya fallecidos Lefebvre y Juan Pablo II, y luego de recibir «el compromiso expresado» por monseñor Bernard Fellay en su nombre y en el de los otros obispos consagrados de «ser y permanecer católicos», de aceptar «todas sus enseñanzas con ánimo filial» y de creer «firmemente en el primado de Pedro y en sus prerrogativas», la censura de excomunión latae sententiae declarada por la Congregación para los Obispos el 1 de julio de 1988 fue levantada por esa misma Congregación el 21 de enero de 2009 «como signo para promover la unidad en la caridad de la Iglesia universal, y por su medio, llegar a remover el escándalo de la división».[84]

- Desde sectores considerados progresistas dentro de la Iglesia, se ha considerado que Juan Pablo II encabezó una corriente neoconservadora que impidió o dificultó el proceso de renovación iniciado a partir del Concilio Vaticano II.[85][86][87] Con este fin, este papa habría favorecido a nuevos movimientos neoconservadores como el Opus Dei, Comunión y Liberación, Legionarios de Cristo, Focolares, Carismáticos o el Camino Neocatecumenal.[81]

- Juan Pablo II se mantuvo fiel a las normas de moral sexual emanadas de la encíclica Humanae Vitae, que recordaba la posición de la Iglesia a lo largo de los siglos sobre este tema (promulgada por Pablo VI en 1968). Al igual que le ocurrió a Pablo VI, esta posición recibió críticas por parte de algunos sectores católicos que reclamaban un cambio de ideología en consonancia con los tiempos; condenó también el uso de anticonceptivos siguiendo a sus predecesores en el pontificado,[88] y además fue explícito en prohibir a los católicos el uso de medios profilácticos bajo cualquier circunstancia, «tampoco para los enfermos de sida o para personas que quieren utilizar los anticonceptivos como prevención contra la inmunodeficiencia» (12 de noviembre de 1988, Roma).[89] Dicha posición le atrajo duras críticas de sectores que ven a ésta como un obstáculo para la lucha y la prevención de enfermedades de transmisión sexual como el sida y el control de la natalidad en países en vías de desarrollo. Sin embargo, dentro de sus principios éticos dio explicaciones a este problema en su encíclica Evangelium Vitae.[90]

- Su oposición a relajar las exigencias de celibato de los sacerdotes, especialmente después de las presiones de muchos grupos ante los escándalos de algunos ministros en diferentes países.[cita requerida]

- La posición de la mujer dentro de la Iglesia católica: en su vertiente doctrinal reafirmó la doctrina católica de que la mujer no puede ser ordenada sacerdote[91] y en su vertiente administrativa y de gobierno, la estructura de la Iglesia, formada íntegramente por hombres ordenados, no tiene a ninguna mujer en ningún puesto relevante. Paradójicamente y pese a la confirmación de esta antigua tradición, el pontificado de Juan Pablo II es el que más avances ha tenido en cuanto a la posición de la mujer en la Iglesia católica. Algunas mujeres llegaron a representar a la Iglesia de modo oficial en conferencias internacionales. Fue además el primer papa de la historia que escribió un documento extenso dedicado a la mujer, la Carta Apóstolica "Dignidad de la Mujer" en donde se puede leer: "En el Año Mariano, la Iglesia desea dar gracias a la Santísima Trinidad por el «misterio de la mujer» y por cada mujer, por lo que constituye la medida eterna de su dignidad femenina, por las «maravillas de Dios», que en la historia de la humanidad se han cumplido en ella y por medio de ella. En definitiva, ¿no se ha obrado en ella y por medio de ella lo más grande que existe en la historia del hombre sobre la tierra, es decir, el acontecimiento de que Dios mismo se ha hecho hombre?".[92]

- El carácter ecuménico del pontífice: aunque la Iglesia católica adelanta los diálogos ecuménicos con las diferentes Iglesias, en el caso de las Iglesias protestantes no reconoce a sus ministros ni a sus celebraciones eucarísticas como válidas. Sin embargo, el bautismo de las Iglesias protestantes es válido en virtud del antiguo credo ecuménico "un solo bautismo", siempre y cuando sea de acuerdo a la fórmula trinitaria. Los partidarios de Juan Pablo II, por su parte, reconocen los enormes avances que ha habido en este campo en su pontificado y la correspondencia entre más de 400 años de separación de la Reforma protestante y un proceso de diálogo comenzado abiertamente durante el Concilio Vaticano II.[93]

- Fue criticado por visitar países de gobierno dictatorial, como Chile bajo la dictadura de Pinochet o la Cuba de Fidel Castro, o por haber apoyado la labor del nuncio en Argentina durante la dictadura militar, Pío Laghi, que, según defensores de los derechos humanos en Argentina, apoyó tácitamente la represión llevada a cabo por los militares.[94] Al tiempo que esto ocurría, Juan Pablo II criticó públicamente, durante su visita a Nicaragua en 1983, a Ernesto Cardenal por ocupar un cargo en el Gobierno sandinista como ministro de educación del régimen que había derrocado la dictadura de Somoza en 1979; pocos meses más tarde suspendió a divinis del ejercicio del sacerdocio al propio Cardenal y a otros tres sacerdotes por el mismo motivo.[95] Estos incidentes fueron presentados por sus detractores como un alineamiento del papado con las dictaduras militares latinoamericanas. Sin embargo, para otros sectores, visitas como la efectuada a Cuba en 1998, constituyeron un intento del papa por abrir la dureza de los regímenes, como hizo en Polonia, su propio país.

- Ha sido también criticado por su excesiva proyección externa y su frecuente aparición en ceremonias multitudinarias, con la consiguiente presencia en medios de comunicación. Ello habría contribuido a trivializar la figura del papa, hasta el punto de que diversos ambientes católicos le acusan de haber convertido a la Iglesia en un espectáculo de masas y no en el lugar de espiritualidad profunda que debería ser.[cita requerida] El propio Juan Pablo II, sin embargo, solía justificar sus viajes por la oportunidad de hacer presente la doctrina de la Iglesia en todas partes;[96] muchas veces —afirman sus partidarios— su viaje ha sido ocasión de dar a conocer al mundo grandes injusticias que de otro modo habrían quedado oscurecidas, como las graves violaciones a la libertad y los derechos humanos en la Europa Oriental de entonces, los barrios de favelas en Brasil o el atraso económico de tantos países de África.

- Asimismo ha sido criticado por no actuar adecuadamente durante su pontificado contra los abusos sexuales a menores cometidos por sacerdotes. Al menos desde 1985 habría sabido del encubrimiento de algunos obispos hacia los presuntos agresores, según el abogado Thomas Doyle.[97] Un informe promovido por la Secretaría de Estado de la Santa Sede reveló que Juan Pablo II también ignoró las denuncias sobre la conducta sexual inapropiada del obispo Theodore McCarrick, conocidas por aquel en 1999. A pesar de los "rumores" y de las verificaciones practicadas a mediados de los noventa, y de que el propio McCarrick reconoció posteriormente que había dormido de forma “imprudente” con seminaristas, Juan Pablo II promovió al religioso estadounidense al cardenalato en 2001.[98] De acuerdo con un documental de investigación elaborado por un canal de televisión polaco Juan Pablo II conoció y ocultó casos de abusos sexuales a menores en el seno de la Iglesia católica de su país.[99] La Conferencia Episcopal Polaca declaró ante esto que: "se necesitaría una mayor investigación de archivo para llegar a una evaluación justa de las decisiones y acciones de Wojtyla".[100] Además, otros periodistas han criticado el informe, especialmente la interpretación de las fuentes. Otro punto de discordia es el uso de materiales de la policía secreta comunista en el informe.[101] Las acusaciones de encubrimiento a pederastas como el mexicano Marcial Maciel, fundador de los Legionarios de Cristo, fueron el principal argumento de numerosos teólogos contra la rápida beatificación del papa (ocurrida seis años después de su muerte).[102]

## Documentos de Juan Pablo II

### Encíclicas
Redactó las 14 encíclicas siguientes (ordenadas cronológicamente).
- Redemptor Hominis (4 de marzo de 1979)
- Dives in Misericordia (30 de noviembre de 1980)
- Laborem Exercens (14 de septiembre de 1981)
- Slavorum Apostoli (2 de junio de 1985)
- Dominum et Vivificantem (18 de mayo de 1986)
- Redemptoris Mater (25 de marzo de 1987)
- Sollicitudo Rei Socialis (30 de diciembre de 1987)
- Redemptoris Missio (7 de diciembre de 1990)
- Centesimus Annus (1 de mayo de 1991)
- Veritatis Splendor (6 de agosto de 1993)
- Evangelium Vitae (25 de marzo de 1995)
- Ut Unum Sint (25 de mayo de 1995)
- Fides et Ratio (14 de septiembre de 1998)
- Ecclesia de Eucharistia (17 de abril de 2003)

### Libros escritos por Juan Pablo II
- Mi visión del hombre:[103] Colección de artículos sobre ética escritos antes que Wojtyła fuera elegido papa. En la primera parte de este libro se presenta una "Introducción a la ética", donde el autor expone su opinión sobre los principales temas que afectan al hombre, como el amor, la felicidad o la justicia. La segunda parte, "Ensayos de ética personalista", es una selección de escritos publicados en revistas especializadas. En estos textos Karol Wojtyła ofrece una significativa aportación para la fundación de una ética de tipo personalista y presenta al público en español la escuela ética de Lublin.
- Amor y responsabilidad, un estudio de moral sexual, publicado en 1960, donde aborda los temas de la sexualidad, el amor, la amistad, la castidad, el pecado, el matrimonio, la procreación, la paternidad, el control de natalidad y el divorcio.[104]
- Signo de contradicción
- Persona y acción. Este libro, la obra filosófica más importante de Wojtyła, presenta la problemática de la acción y la persona, de cómo la acción nos ofrece el mejor acceso para penetrar en la esencia intrínseca de la persona y nos permite conseguir el mayor grado posible de conocimiento de la misma.
- Poesías de Karol Wojtyła
- Don y misterio: este libro fue publicado el 15 de noviembre de 1996. La ocasión de la publicación de este libro que ya marca el carácter personal y retrospectivo del escritor, se debe a que se celebraba su 50 aniversario de ordenación sacerdotal. Este libro es un testimonio muy personal pero a la vez abarcador de su vocación sacerdotal: recuerdos y reflexiones, sus memorias sobre los orígenes de su sacerdocio.[105]
- ¡Levantaos! ¡Vamos!: libro publicado en mayo de 2004, poco menos de un año después de haber celebrado su vigésimo quinto aniversario como Sumo pontífice y a los 45 años de haber sido nombrado obispo, recoge sus íntimas reflexiones sobre su experiencia episcopal. Este libro complementa la exhortación post-sinodal Pastores gregis sobre el ministerio del obispo en la Iglesia del 16 de octubre de 2003. Wojtyła mismo indica que este libro fue tomando forma cuando escuchaba a los demás obispos dar sus testimonios sobre el ministerio episcopal durante el Sínodo de Obispos del año 2000 celebrado en Roma. El tono de este libro es muy parecido a “Don y misterio”. Karol Wojtyła era un hombre que ponderaba lo hermoso del paso de Dios por su vida y reflexionaba en su corazón profundo y emocionado, el amor misericordioso de un Dios Padre y tierno. En este escrito, obra de un anciano físicamente inválido, se evidencia el optimismo cristiano, la esperanza de un creyente ante el misterio de una vocación dificilísima, sobre todo después del Concilio Vaticano II. Wojtyła se alegra al revivir sus experiencias particulares. Hace confidencias y recorre los ríos, montañas, vecindarios, santuarios de su querida Polonia, rescata conversaciones con sus amigos y conocidos. Incluso relata palabras y gestos tales como los del arzobispo de Cracovia que, al recibirlo como obispo auxiliar, dice de él: “Habemus papam”.
- Memoria e identidad
- Tríptico romano. Meditaciones (2003): Karol Wojtyła afronta las grandes cuestiones de la vida y de su vida, penetrando en el misterio de su elección como papa e incluso en la de su sucesor. Consta de tres partes: la primera, "Arroyo", es una contemplación mística de la naturaleza. La segunda parte, "Meditaciones sobre el libro del Génesis en el umbral de la Capilla Sixtina", es una reflexión sobre el hombre, imagen de Dios, desde la Creación hasta el Juicio Final, inspirándose en la impresionante serie de imágenes de Miguel Ángel que preside el recinto, donde los cardenales se reúnen cada vez que van a elegir a un nuevo papa. La tercera parte, "Monte en la región de Moria", se basa en la evocación de Ur de Caldea, la patria de Abraham, y la conversación entre el patriarca y su hijo Isaac, al que Abraham estuvo a punto de sacrificar en el Monte Moria, como prueba de su lealtad a Dios.
- Cruzando el umbral de la esperanza. Libro entrevista con el periodista Vittorio Messori.[106]

### Discografía
Fue el primer papa que recurrió a los medios fonográficos para divulgar su mensaje, bien sea en forma de discursos, oraciones (como el rosario) y cantos gregorianos entonados por él mismo. He aquí una relación aproximada de sus grabaciones:
| Año  | Título                       | Compañía          |
| 1994 | Rosary (Rosario)             | Sony Music        |
| 1994 | Rosary (en idioma francés)   | Sony Music France |
| 1994 | Rosary (en inglés y español) | Sony Music        |
| 1994 | Rosary (en idioma latín)     | Sony Music        |
| 1995 | Rosary (en idioma portugués) | Sony Music        |
| 1999 | Abbà Pater                   | Sony Music Italia |
| 2003 | Mai Più La Guerra            | EMI Music Italy   |

## Documentos sobre Juan Pablo II

### Discografía
| Año  | Título                                                     | Intérprete         | Compañía          |
| 1989 | Cantos Religiosos y Bendición Papal                        | Varios intérpretes | Orfeón Discos     |
| 1995 | Papal Blessing/Ave Maria                                   | Varios intérpretes | Gateway Records   |
| 1998 | Poems From The Pope                                        | Vittorio Gassman   | Sourdough Records |
| 1999 | From Rome To America                                       | Varios intérpretes | Sourdough Records |
| 2000 | The Gold Collection: Sings the Poetry of Pope John Paul II | Sarah Vaughn       | Fine Tune         |

### Documentales
- El Papa que hizo la historia producido por el Centro Televisivo Vaticano, distribuido por HDH Communications, 2006.
- Juan Pablo II - Os cuento mi vida producido por NOVA-T, distribuido por HDH Communications, 2006.
- Las Llaves del Reino - De Juan Pablo II a Benedicto XVI producido por el Centro Televisivo Vaticano, distribuido por HDH Communications, 2006.
- Juan Pablo II - Su vida, su Pontificado producido por el Centro Televisivo Vaticano, distribuido por HDH Communications, 2006.
- Juan Pablo II en los 90 (2001). Producido por el Centro Televisivo Vaticano, distribuido por HDH Comunications. Este programa fue emitido por varios canales de televisión, a principios del Siglo XXI.
- Visita a Chile de Juan Pablo II (1997 - 2005) Producidos conjuntamente por el Centro Televisivo Vaticano y la Corporación de Televisión de la Pontificia Universidad Católica de Chile (Canal 13) y HDH Comunications. Estos se repartieron en el Diario el Mercurio de Santiago.

### Largometrajes
- Da un paese lontano (De un país lejano) (1981), dirigida por Krzysztof Zanussi.[107]
- Pope John Paul II (TV) (1984).[108]
- Karol: Un hombre que se hizo Papa (2005) (título original "Karol, un uomo diventato Papa", dirigida por Giacomo Battiato).
- Karol: El Papa, el hombre (2006) (título original "Karol - Un papa rimasto uomo"', dirigida por Giacomo Battiato) secuela de la anterior.